# Relais 4 × 400 mètres masculin aux championnats du monde d'athlétisme 1991
Navigation
Rome 1987 Stuttgart 1993
L'épreuve du relais 4 × 400 mètres masculin des championnats du monde d'athlétisme 1991 s'est déroulée les 31 août et 1er septembre 1991 dans le Stade olympique national de Tokyo, au Japon. Elle est remportée par l'équipe du Royaume-Uni (Roger Black, Derek Redmond, John Regis et Kriss Akabusi).

## Résultats

### Finale
| Rang               | Pays        | Athlètes                                                      | Temps         | Notes |
| ------------------ | ----------- | ------------------------------------------------------------- | ------------- | ----- |
| Médaille d'or      | Royaume-Uni | Roger Black Derek Redmond John Regis Kriss Akabusi            | 2 min 57 s 53 | AR    |
| Médaille d'argent  | États-Unis  | Andrew Valmon Quincy Watts Danny Everett Antonio Pettigrew    | 2 min 57 s 57 |       |
| Médaille de bronze | Jamaïque    | Patrick O'Connor Devon Morris Winthrop Graham Seymour Fagan   | 3 min 00 s 10 |       |
| 4                  | Yougoslavie | Dejan Jovković Nenad Djurović Ismail Macev Slobodan Branković | 3 min 00 s 32 |       |
| 5                  | Kenya       | Samson Kitur Simon Kemboi Charles Gitonga Simon Kipkemboi     | 3 min 00 s 34 |       |
| 6                  | Allemagne   | Klaus Just Rico Lieder Norbert Dobeleit Jens Carlowitz        | 3 min 00 s 75 |       |
| 7                  | Maroc       | Abdelali Kasbane Ali Dahane Bouchaib Belkaid Benyounès Lahlou | 3 min 04 s 49 |       |
| 8                  | Cuba        | Agustin Pavo Hector Herrera Jorge Valentin Lazaro Martínez    | 3 min 05 s 33 |       |

## Légende
Records et Performances
- AR : Record continental (area record)
- CR : Record des championnats (championship record)
- MR : Record du meeting (meet record)
- NR : Record national (national record)
- OR : Record olympique (olympic record)
- PR : Record paralympique (paralympic record)
- PB : Record personnel (personal best)
- SB : Meilleure performance personnelle de la saison (season's best)
- WL : Meilleure performance mondiale de l'année (world leader)
- WJR : Record du monde junior (world junior record)
- WR : Record du monde (world record)

Circonstances et Conditions
- DNF : N'a pas terminé (did not finish)
- DNS : N'a pas pris le départ (did not start)
- DQ : Disqualification (disqualification)
- NM : Aucun essai valable enregistré (No Mark)
- Q : Qualifié « directement » au prochain tour (ou à la prochaine compétition), lors d'une compétition majeure, grâce au classement ou à la réalisation des minima (automatic qualifier)
- q : Qualifié au prochain tour (ou à la prochaine compétition), lors d'une compétition majeure, grâce au repêchage ou à la réalisation de l'une des meilleures performances parmi celles des « non qualifiés directement » (grâce au meilleur temps ou à la meilleure distance par exemple) (secondary qualifier)